# Charles Carroll Walcutt
Charles Carroll Walcutt, né le 12 février 1838 à Columbus, État de l'Ohio et décédé le 2 mai 1898 à Omaha, État du Nebraska, fut  major général de l'Union.
Il est enterré à Columbus dans le comté de Franklin, État de l'Ohio.
Après la guerre de Sécession, il fut directeur du pénitencier d'État de l'Ohio.

## Avant la guerre
Charles Carroll Walcutt est le fils d'un vétéran de la guerre anglo-américaine de 1812. Il est diplômé du Kentucky Military Institute en 1858. 

## Guerre de Sécession
Charles Carroll Walcutt, est nommé commandant du 46th Ohio infantry le 1er octobre 1862. Il participe à la bataille de Shiloh où il est blessé. Il est promu lieutenant-colonel le 30 janvier 1862.
Il est promu colonel le 16 octobre 1862. Il participe à la campagne de Vicksburg. Il commande une brigade du XV corps de l'armée du Tennessee. Il participe à la campagne d'Atlanta et à la marche de Sherman vers la mer.
Charles C. Wallcutt est promu brigadier-général des volontaires le 30 juillet 1864.  Son commandement à la bataille de Dallas le 28 mai 1864 est remarqué lorsqu'il repousse la charge de la brigade commandée par le général Franck C. Armstrong sur la route de Villa Rica. Il est breveté major-général des volontaires le 13 mars 1865 pour bravoure spéciale à la bataille de Griswoldville au cours de laquelle sa brigade détruisit une force supérieure en nombre.
Il commande la 1st division du XIV corps.

## Après la guerre
Charles Carroll Walcutt quitte le service actif le 15 janvier 1866.  Il devient directeur du pénitencier d'État de l'Ohio. Il est nommé lieutenant-colonel du 10th U.S. cavalry le 28 juillet 1866, unité noire récemment créée.
En 1869, le président Ulysses S. Grant percepteur des recettes internes. Il devient maire de la ville de Columbus dans l'État de l'Ohio sous les couleurs du parti républicain.